# 孟昶 (东晋)
孟昶（4世纪？—410年6月22日），字彥遠，平昌安丘人。東晉末年人物。曾與劉裕一同起兵討伐桓玄，後在東晉官至尚書左僕射。盧循之亂時因奉帝北渡長江的建議不被劉裕採納而自殺。

## 生平
孟昶在桓楚時期是青州刺史桓弘的主簿，與桓弘同駐廣陵（今江苏省揚州市）。元興三年（404年）孟昶入建康（今江苏省南京市）朝見桓玄，桓玄見到孟昶甚為高興，打算以孟昶為尚書郎，就問昔日與孟昶皆僑居京口（今江苏省镇江市）的劉邁二人是否相識，有何意見。因劉邁向來與孟昶不睦，於是故意說：「臣在京口時，沒聽過孟昶有甚麼特別才能，只知他們父子常互相贈詩吹捧。」桓玄就只有笑，亦沒任用孟昶。孟昶知道後十分怨恨劉邁，自感再沒法得桓玄信任，被劉邁毀了前途，回到京口後知建威將軍劉裕正圖謀起兵推翻桓楚，復辟晉室，於是決意參加。孟昶就負責與劉毅及劉道規於廣陵起兵，殺死桓弘並佔據城池。
在約定的二月丙辰日（3月25日）前，孟昶就誘勸桓弘於那一天出獵，並得其答允。當日尚未天亮就已開城門讓獵人出城，而孟昶就與劉毅及劉道規率數十壯士直入桓弘府第，殺死了尚在吃粥的桓弘，並收其兵眾南移京口，會合於當地起兵的劉裕。在京口，眾人推舉劉裕為盟主，總督徐州事，孟昶則任劉裕長史，鎮守京口。劉裕及後西伐建康，桓玄兵敗出逃，劉裕於是收復建康，立留臺百官，孟昶就獲授建武將軍、丹楊尹。後轉吏部尚書。義熙四年（408年）加尚書左僕射。
義熙五年（409年），劉裕上奏北伐南燕，朝臣都反對，而孟昶與劉裕司馬謝裕等人卻認為必能取勝，勸劉裕進行北伐，劉裕於是留孟昶監中軍留府事，自己親自領兵北伐南燕，並於次年（410年）成功滅燕。
在滅燕的同年，盧循及徐道覆率軍大敗豫州刺史劉毅，逼近建康，聲勢強盛。當時劉裕才從南燕故土南歸不久，孟昶與諸葛長民因而建議奉晉安帝北渡長江避難，當時朝中很多人亦同意二人的建議，而劉裕與虞丘進及王仲德卻反對，堅持要與盧循決戰。雙方各持己見之下，孟昶憤恨其建議不被採納，亦認定此戰必敗，於是請賜死。劉裕知後大怒：「卿不妨再作一戰，那時才死也不遲！」孟昶自知劉裕必定不肯接受其建議，於是上書自述：「劉裕計劃北伐時，其他人都不同意，只有臣贊同劉裕的計劃，令到強盛的逆賊把握到機會，令國家陷入危險之中，這是臣的罪過呀。現在我就引咎向天下謝罪。」及後就於五月丙辰日（6月22日）服藥自殺。

## 性格特徵
- 孟昶與弟孟顗皆俊美，當時的人叫他們做「雙珠」。

## 評論
- 裴子野：「夫左道佐民，幻俠誷誕，足以動眾，不足以濟功，何哉？國之將亡，必隆妖孽，不有悖主，則有亂臣。若天欲蕩震斯疾，使之不殄，然後王者興焉。故其始也，若夜火之集飛蟲，雖死不悔；及其末也，始朝陽之照積雪，一旦消除。故有強若盧循，猛如徐道覆，基於邪蠱，何以從彥遠之議遷都，為不知矣！從之以死，婦人哉。昔有懼溺而自沈，昶之徒也。」
- 呂思勉：「夫昶豈草間求活之人？北遷之議，王仲德、虞丘進並以為不可，豈昶之智而出其下？其欲出此，蓋非以避盧循，而實以圖裕也。昶之所以死可知矣。此為裕誅戮功臣之始。」[5]

## 家庭

### 妻
- 周氏，家境富裕，劉裕起兵時周氏曾經提供資助。

### 弟
- 孟顗，孟昶在世時並不受職，至孟昶死後才出仕，在南朝宋官至左光祿大夫。

### 子
- 孟靈休，太尉長史[6]，襲封臨汝縣公[7]。